# Nature Astronomy
Nature Astronomy (abrégé en Nat. Astron.) est une revue scientifique à comité de lecture dédiée à l'astronomie publiée par le Nature Publishing Group.